# Río Catrileufu
El río Catrileufu es un curso natural de agua que nace en las laderas occidentales de la cordillera de la Costa de la Región de Los Ríos y fluye hasta desembocar en el estuario del río Valdivia.

## Historia
Luis Risopatrón lo describe en su Diccionario Jeográfico de Chile de 1924:: 160 
Catrileufu (Riachuelo) 39° 57' 73° 24'. Procede de las alturas selvosas de San Juan, corre hacia el N i se vacia en el rincón SW de la ensenada de San Juan, de la bahía de Corral; es navegable por botes, con marea creciente. 1, V, p. 128 i carta 13; 61, XXXI, p. 208 mapa; i XXXV, p. 58 i mapa; 155, p. 136; i 156.